# Emmerich Weismüller
Emmerich Weismüller (* 1837; † 8. September 1909) war ein Frankfurter Industrieller und Miteigentümer, der um 1930 untergegangenen Maschinenfabrik Gebr. Weismüller in Frankfurt-Bockenheim. 1905 und 1906 war er Vorstandsmitglied des Vereins Deutscher Ingenieure (VDI). Dem Frankfurter Bezirksverein des VDI saß er zeitweilig vor.
Die ehemalige Maschinenfabrik Gebrüder Weismüller bestand seit 1866, nach der preußischen Annexion Kurhessens, auf den Grundstücken in der Jordanstraße 4 – 6 und in der Kiesstraße in der damals noch selbständigen Stadt Bockenheim als metallverarbeitendes Industrieunternehmen. Die Fabrik erzeugte maschinelle Fördertechnik u. a. für Brauereien, Mühlen und Getreidebetriebe und wurde zu einem bedeutsamen Arbeitgeber Bockenheims. 1930 wurde die Maschinenfabrik Gebr. Weismüller im Verlauf der Weltwirtschaftskrise insolvent und liquidiert. Nach dem Krieg wurde das Firmengrundstück u. a. von der Firma Hartmann & Braun AG genutzt.
1987 baute die städtische ABG Frankfurt Holding Aktienbaugesellschaft für kleine Wohnungen auf dem ehemaligen Firmengelände Kiesstraße/Jordanstraße 82 Wohnungen nach den Bestimmungen des sozialen Wohnungsbaus, darunter fünf Wohnungen für Rollstuhlfahrer. Im Innern des Blocks wurde eine Grünanlage angelegt.

## Ehrungen
Emmerich Weismüller führte den Ehrentitel eines Kommerzienrats. Er war Ehrenmitglied des Frankfurter Bezirksvereins des VDI. Im Frankfurter Stadtteil Ostend ist die Weismüllerstraße nach ihm benannt.

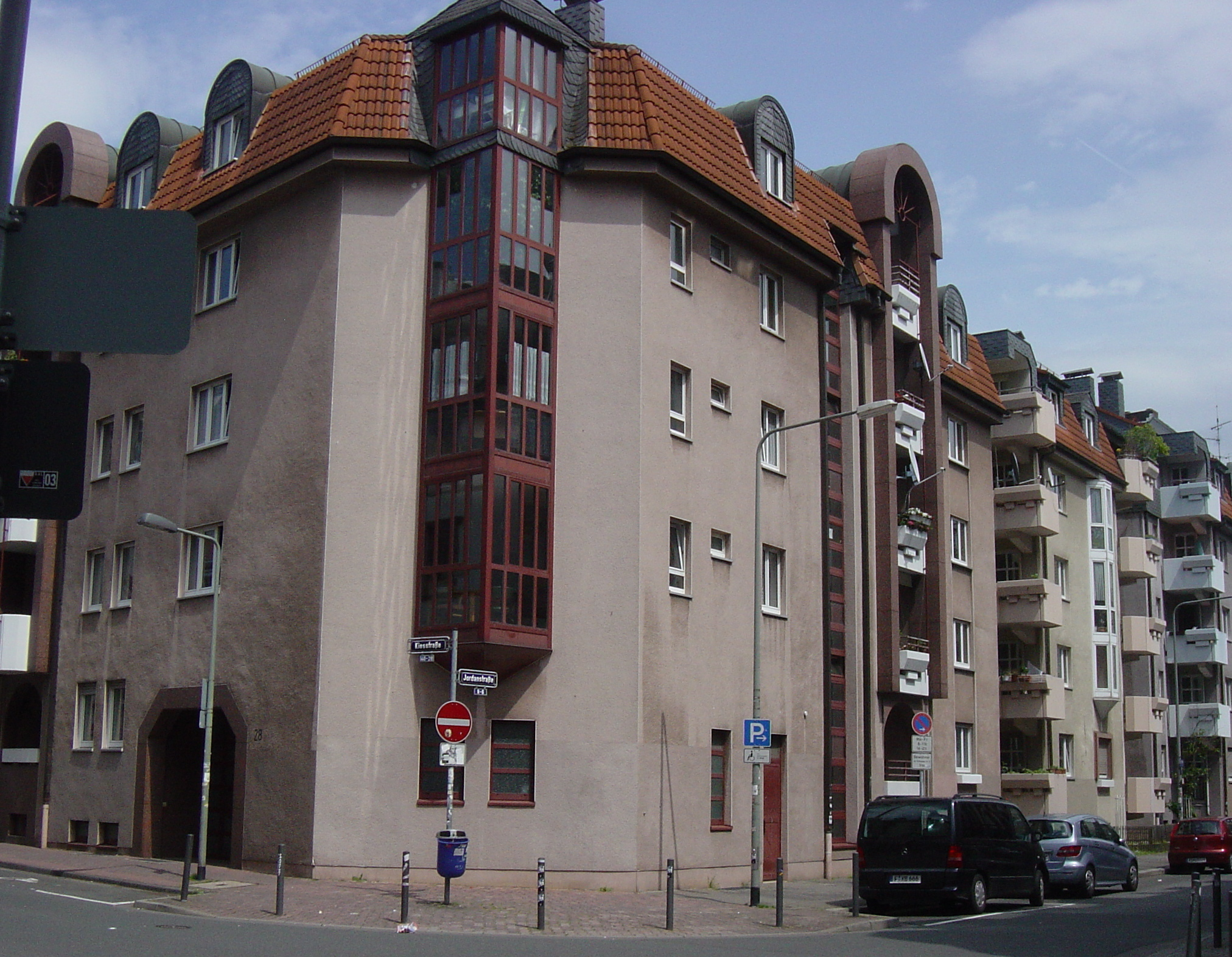
Frankfurt Bockenheim Wohnanlage Jordan- straße, ehemals Standort Gebr. Weismüller
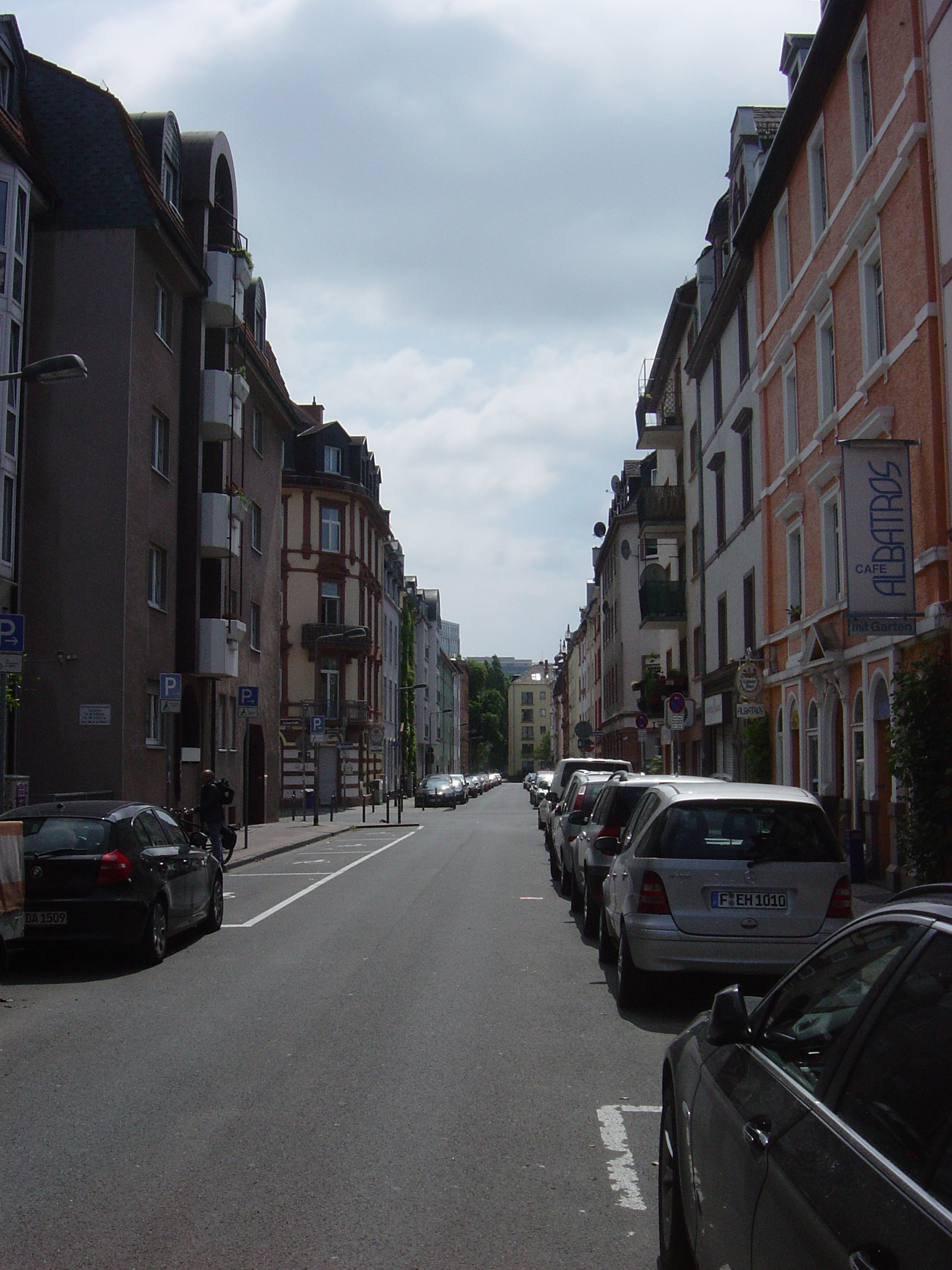
Frankfurt Bockenheim Wohnanlage Kiesstraße Jordanstraße, ehemals Standort Gebr. Weismüller
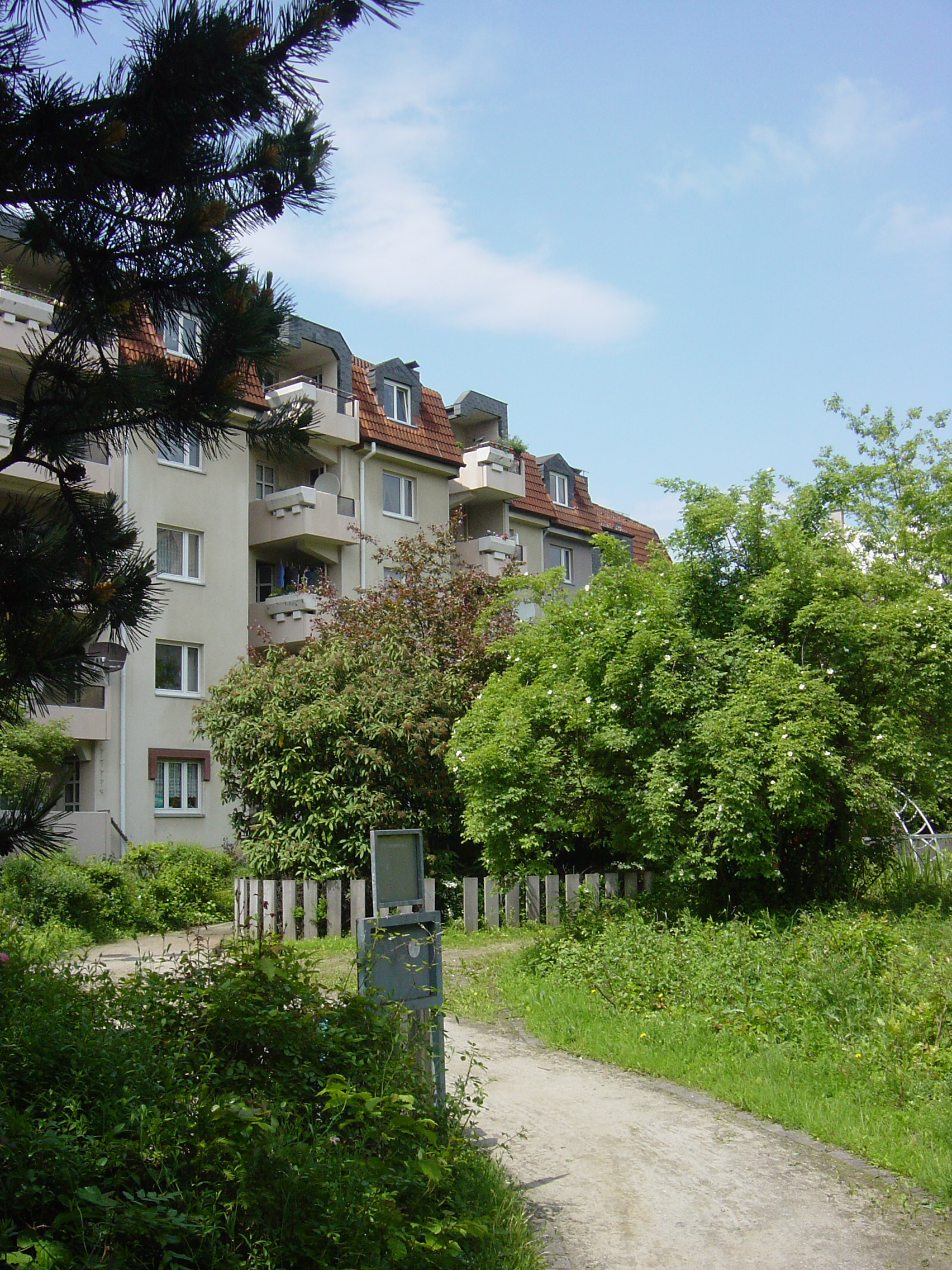
Frankfurt Bockenheim Wohnanlage Jordan- straße, Innenbereich, ehemals Standort Gebr. Weismüller
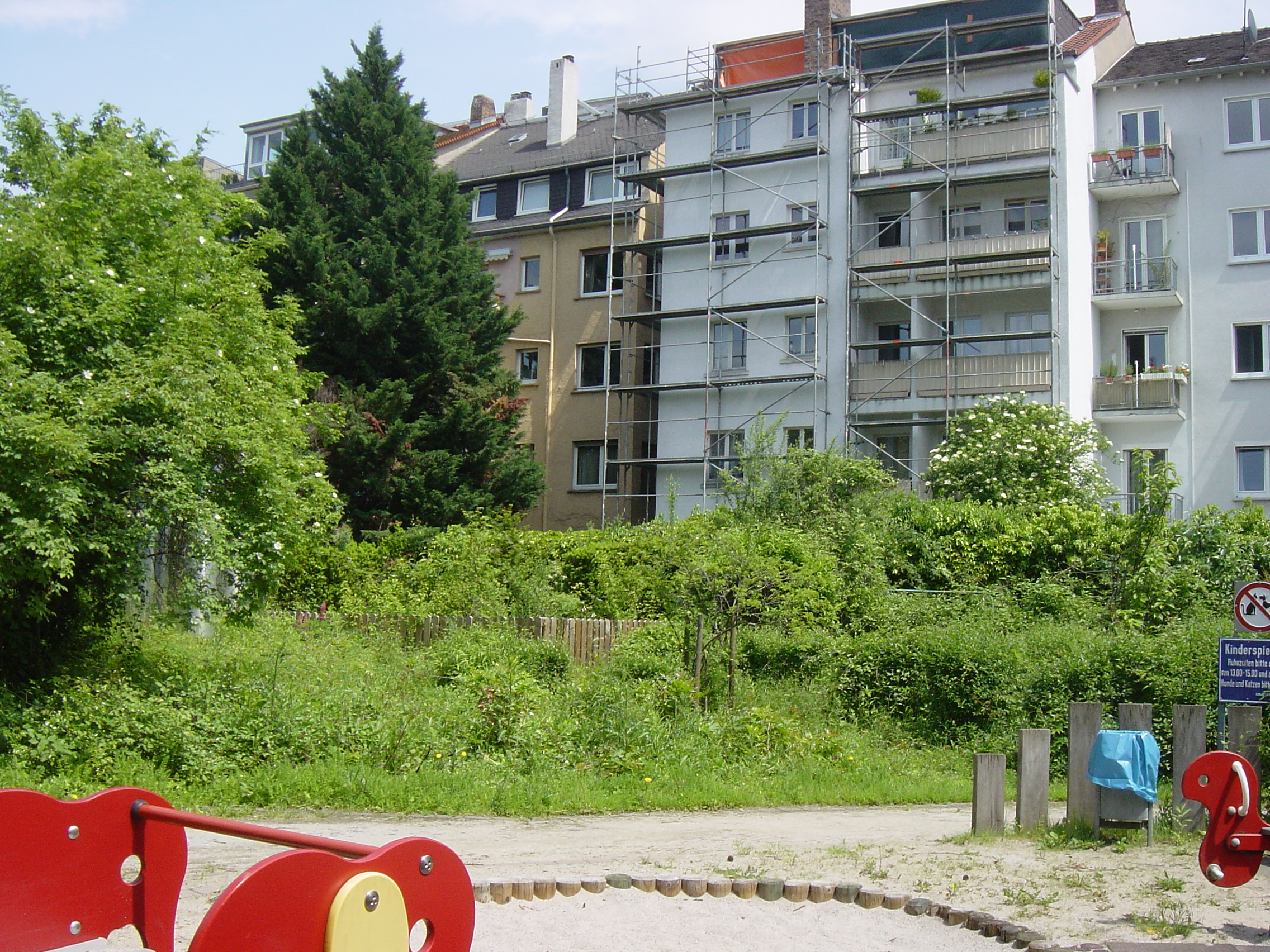
Frankfurt Bockenheim Wohnanlage Jordan- straße, Innenbereich, ehemals Standort Gebr. Weismüller
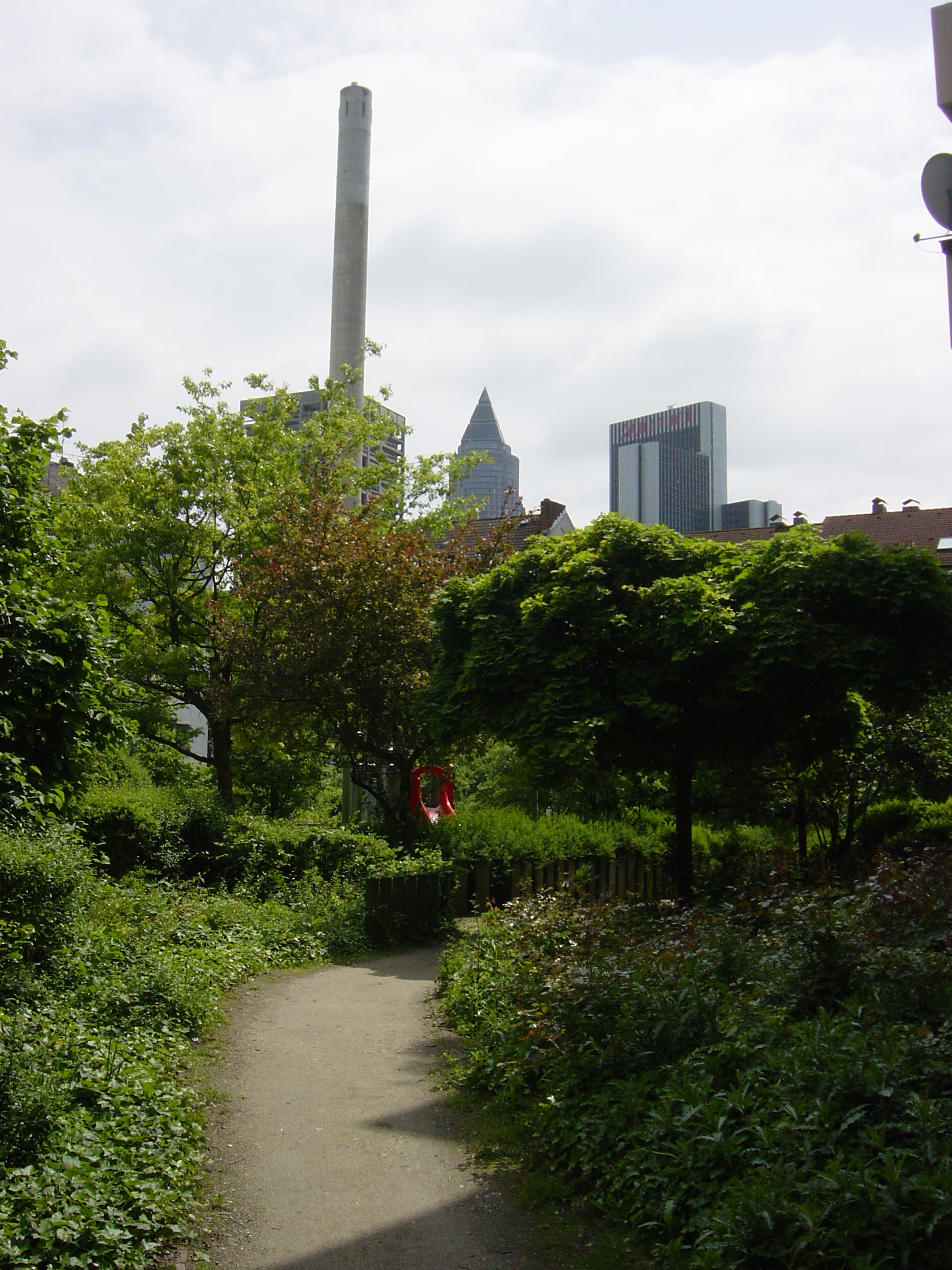
Frankfurt Bockenheim Wohnanlage Jordan- straße, Innenbereich, ehemals Standort Gebr. Weismüller